# 牧朴真

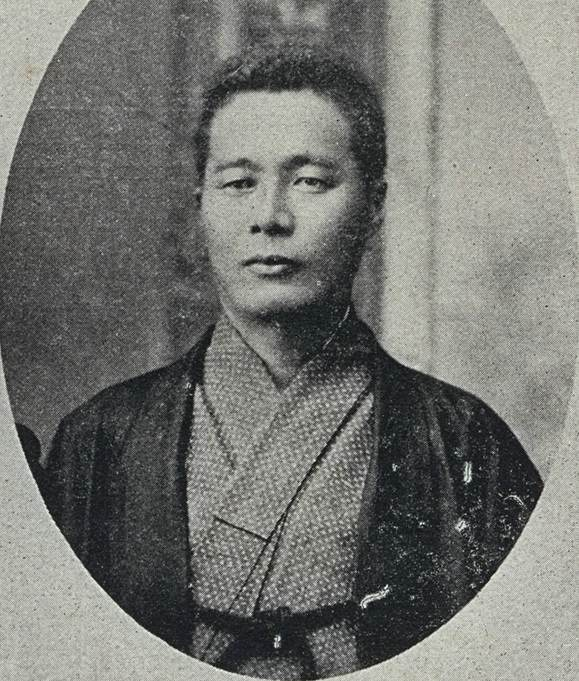
牧朴真

牧朴真（1854年4月26日—1934年4月29日）為日本長崎縣人，明治時代官員，於1896年（明治29年）4月，奉令接替兒玉利國擔任台中縣知事。管轄今台中市、台中縣、彰化縣、南投縣等區域。是年6月離任。後歷任青森縣、愛媛縣知事等職。
| 前任： 兒玉利國 | 台中縣知事 1896年上任 | 繼任： 後藤松吉郎 |